# Asterix in Iberia
Asterix in Iberia (Astérix en Hispanie) è la quattordicesima storia a fumetti della serie Asterix, creata da René Goscinny (sceneggiatura) e Albert Uderzo (disegni). La sua prima pubblicazione in volume in lingua originale risale al 1969. Questo albo è cronologicamente successivo al precedente Asterix legionario, nel quale veniva messa in scena la battaglia di Tapso, avvenuta nel 46 a.C. (dunque circa un anno prima delle vicende narrate in questa storia).

## Trama
Nel 46 a.C., battute le truppe di Pompeo a Munda, Giulio Cesare prende possesso della penisola Iberica. Tuttavia, secondo un copione ben noto al povero condottiero romano, un villaggio di Iberi continua ad opporre strenua resistenza all'invasore, dando filo da torcere alle sue legioni. Per piegarne lo spirito, Cesare rapisce allora Pepe, il giovane figlio del loro capo Salsadipeperon y Monton, e chiede la resa in cambio della vita del bambino.
Perché il piccolo sia al sicuro, Cesare lo spedisce nel campo fortificato di Babaorum, in Armorica. Qui, tuttavia, Pepe viene ben presto liberato da Asterix e Obelix che, su consiglio del loro capo Abraracourcix, decidono di riportarlo al suo villaggio natio.
Inizia così un viaggio attraverso i Pirenei e l'Hispania ricco di peripezie, inclusa una vera e propria corrida nella quale Asterix si vede costretto ad affrontare, senza pozione magica, un uro selvaggio. Malgrado i vari incidenti, l'avventura si conclude felicemente, con il ritorno a casa di Pepe e, ovviamente, la solita sconfitta a suon di botte dei romani rapitori.

## Personaggi principali
I personaggi presenti nella storia più rilevanti ai fini della trama sono:
- Asterix: si incarica di riportare a casa il piccolo ostaggio, e si trova per questo a dover fronteggiare varie disavventure, compresa la perdita della borraccia di pozione magica. Anche senza l'aiuto della bevanda, comunque, riesce a dimostrare la propria abilità sconfiggendo in una corrida ante litteram un toro selvaggio, con il solo aiuto di un drappo rosso
- Obelix: segue come sempre l'amico Asterix nella sua missione, pur se mal sopportando i capricci e i tiri birboni del piccolo Pepe, nei cui confronti si mostra spesso insofferente. Tuttavia, al momento degli addii, si commuove rivelando di essere in realtà affezionato -e ricambiato- al bambino. Si appassiona alle danze tzigane di un gruppo di zingari iberici, che tenta di riproporre ritornato al villaggio durante il banchetto finale, fra lo stupore degli astanti e l'ilarità del bardo Assurancetourix
- Pepe (Pépé)[3]: figlio del capo della resistenza iberica, è il bambino preso in ostaggio dai Romani. Dichiara di avere antenati greci: il suo nome completo è infatti Pericle[4]. Si tratta di una vera e propria "piccola peste", viziato, capriccioso e birbante, nonché orgoglioso di suo padre e delle sue origini e decisamente bellicoso nei confronti dei romani e di chi gli manca di rispetto: suo padre, dopo che Cesare gli ha comunicato il suo rapimento, commenta rattristato "la mia unica consolazione è che con il piccolo non avranno tanto da scherzare". È solito trattenere il respiro per protestare quando viene contrariato, finendo così per ottenere sempre ciò che vuole. Si affezione moltissimo a Idefix (sebbene, secondo Obelix, eserciti una cattiva influenza su di lui) e anche ai suoi nuovi amici galli: tanto che nel finale trattiene per l'ennesima volta il respiro non volendo che loro partano.[3] È inoltre uno dei pochi personaggi dell'intera saga ad apprezzare la musica di Assurancetourix, tanto da chiedergli di suonare per lui per farlo addormentare: la prospettiva di dover sentire il bardo cantare ogni sera senza poterlo zittire è il segnale definitivo per Abraracourcix e per Asterix che il bambino debba essere riportato a casa il prima possibile.
- Salsadipeperon y Monton (Soupalognon y Crouton)[5]: è il capo del villaggio dei dissidenti iberi e il padre di Pepe, del quale può solo osservare impotente il rapimento. Si tratta di un alto e fiero guerriero ibero, con lunghe trecce ed un elmo dalle imponenti corna. Secondo Pepe, è "il papà più forte del mondo e quell'imbecille di Giulio Cesare ne ha paura"[3]
- Claudius Nonpossumus (Claudius Nonpossumus)[6]: romano, è il principale antagonista della storia: incaricato da Cesare della custodia del bambino, si impegna a recuperarlo da Asterix e Obelix. Dopo la disavventura nell'arena dei tori insieme ad Asterix dichiara di voler abbandonare le legioni per intraprendere il mestiere di torero a tempo pieno.

## Riferimenti storici

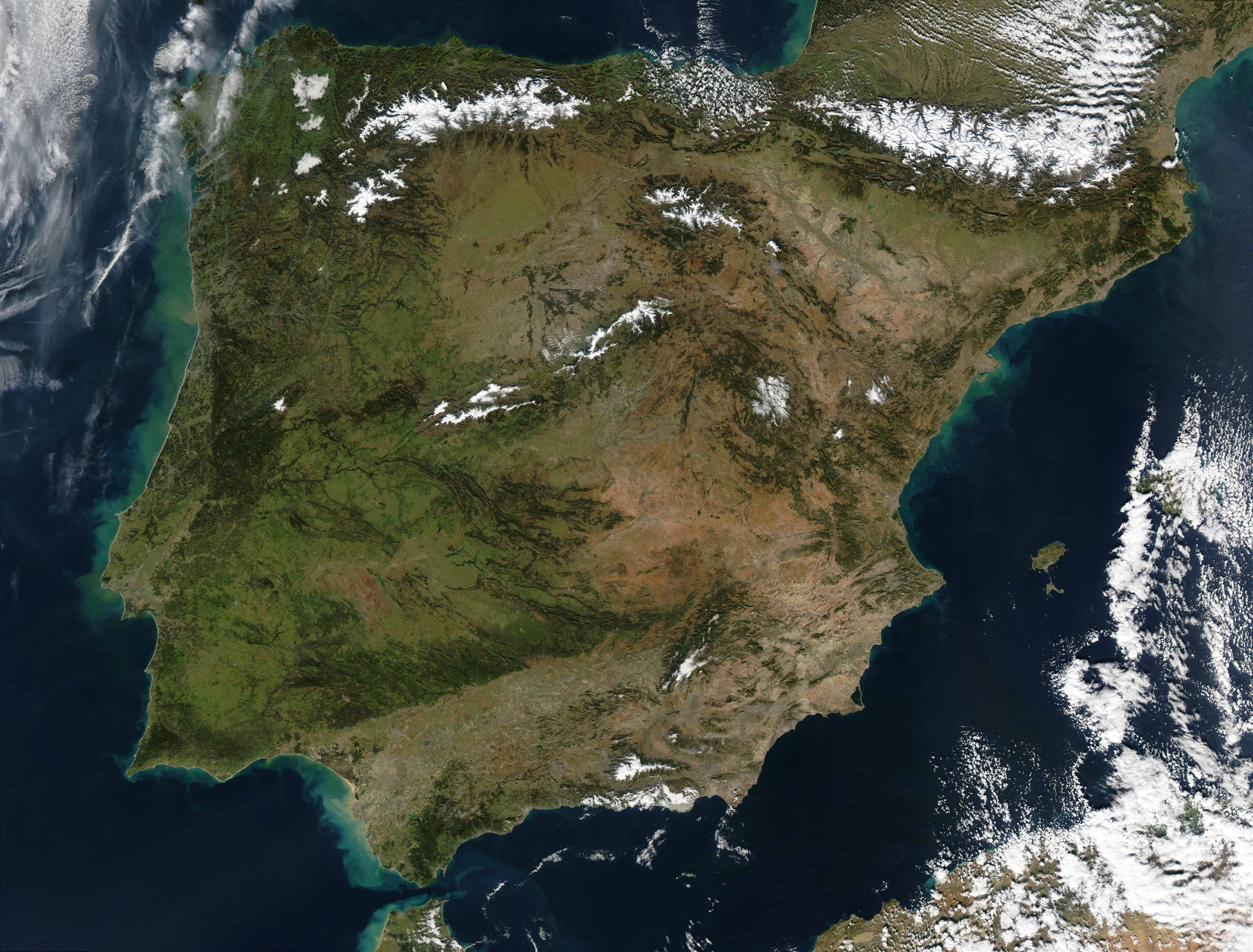
La penisola iberica vista dall'alto

La vicenda si apre con un Cesare vittorioso all'indomani della battaglia di Munda, che nel 45 a.C. segnò la definitiva capitolazione di Gneo Pompeo il Giovane (figlio del triumviro sconfitto a Farsalo), arroccatosi con i suoi soldati in Iberia: un fatto storicamente avvenuto.
Anche in questa storia vengono parodiati stereotipi riferiti alla popolazione moderna del luogo visitato, in questo caso la Spagna. Asterix, Obelix e Pepe nel loro viaggio attraversano la penisola iberica dal nord-est al sud-ovest, attraversando le città di Pamplona (Pampaelo), Coca (Cauca), Segovia, Salamanca (Helmantica), Cordova (Corduba) e infine Siviglia (Hispalis), nei cui pressi si trova il villaggio di Pepe. Il loro tragitto è rallentato dagli "ingorghi stradali" causati dai numerosi turisti Galli e Goti (tedeschi) che, come oggi, si recano in visita in Spagna (alcuni di loro viaggiando su roulotte che sono, in realtà, delle capanne montate su ruote) e con il pessimo stato delle strade, in perenne rifacimento, secondo uno stereotipo comune in Francia.
Durante il viaggio il trio trascorre una notte presso un accampamento di zingari spagnoli, che Pepe definisce come persone "gentilissime e molto educate, che non fanno altro che cantare e ballare". Da loro Obelix apprende le danze tzigane, che a quanto pare lo appassionano molto: in seguito tenterà di riproporle al villaggio, con scarsi risultati, e riuscirà persino a insegnarle a una tribù di pellerossa nell'avventura Asterix in America; l'incontro con Don Chisciotte e Sancho Panza, che avviene nella tav. 28, al termine del quale il personaggio si avventa contro i classici mulini a vento e un combattimento contro un toro (in realtà un uro) in un'arena (tavole 40-42), nel corso del quale Asterix inventa, di fatto, la corrida. Cesare tira un orecchio a un suo legionario, nella tavola d'apertura, che è un riferimento a un'analoga consuetudine di Napoleone Bonaparte; l'interpretazione iberica del gesto, tuttavia, ("penso che gli conceda un orecchio perché si è battuto valorosamente") è riferito a un'usanza della corrida, per la quale ai toreri meritevoli viene consegnato come riconoscimento un orecchio e la coda dell'animale ucciso. La frase di Pepe quando incontra Cesare: "non passerai, romano!" ricorda il celebre motto ¡No pasarán!, utilizzato dagli antifranchisti durante la Guerra civile spagnola; sono presenti alcuni riferimenti al regime franchista che all'epoca in cui la storia fu scritta e pubblicata (1969) ancora governava la Spagna: i legionari di stanza in Iberia portano tutti delle uniformi diverse da quelle degli altri, una toga celeste con una sciarpa rossa attorno al collo, che richiamano quelle dei membri della Falange, e nella trentanovesima tavola appare il governatore romano della città di Hispalis, un anziano e dispotico Generale il cui nome non viene mai menzionato. Il pescivendolo del villaggio, Ordinalfabetix, infatti, quando accetta di affittare il suo peschereccio ad Asterix chiede di essere pagato in Menhir, perché gli serve per un terreno di sua proprietà. Una didascalia informa che questo posto è proprio presso Carnac. In realtà non è l'unica volta in cui una storia di Asterix parla del complesso megalitico in questione: esso viene spiegato anche nella storia "Il figlio di Asterix" e la ricostruzione dell'origine fittizia del sito archeologico è completamente diversa.

### Riferimenti ad altri albi
Questo è il primo albo in cui appare il personaggio di Ordinalfabetix (Ordralfabétix), il pescivendolo del villaggio, che diverrà una presenza costante negli albi successivi, al centro di numerose gag che riguardano la scarsa freschezza della sua mercanzia (solitamente in coppia con il detrattore/amico Automatix). Nell'albo fa la sua prima apparizione anche la moglie di Ordinalfabetix, di nome Ielosubmarine (ovvio riferimento alla celebre canzone dei Beatles).
Inoltre, in questa storia si assiste per la prima volta a una rissa fra gli abitanti del villaggio, tanto che alcuni di loro commentano "Ehi, ragazzi, una gazzarra! Sotto, è una novità batterci fra noi!". Nelle avventure successive, le zuffe interne diventeranno una normale consuetudine nel villaggio, considerate alla stregua di un passatempo dai suoi abitanti. Uderzo ha inoltre dichiarato di essersi divertito un mondo a disegnare la scena della zuffa, che avviene a colpi di veri e propri "pesci in faccia".

## Storia editoriale
In Francia la storia fu serializzata inizialmente all'interno della rivista Pilote in cui apparve a puntate dal numero 498 (22 maggio 1969) al 519 (16 ottobre 1969); in seguito è stata pubblicata in albo cartonato nel 1969 dall'editore Dargaud.
Attualmente l'albo viene ristampato dalla casa editrice Hachette Livre, che nel dicembre 2008 acquisì da Uderzo e da Anna Goscinny (figlia dello scomparso René) tutti i diritti sulle pubblicazioni di Asterix.

### Edizioni estere

#### Italia
In Italia l'albo è edito, come gli altri della serie, da Mondadori; la prima edizione italiana risale al novembre 1970 per la traduzione di Luciana Marconcini. La Mondadori ha ristampato l'albo più volte nel corso degli anni; l'ultima edizione, condotta su quella francese di Hachette Livre, è della fine del 2011 e rispetto alle precedenti presenta, pur mantenendo invariata la traduzione, una copertina diversa, un nuovo lettering e una colorazione rinnovata; è inoltre caratterizzata dall'avere la sagoma di Asterix stampata in rosso sulla costa. La storia è stata pubblicata a puntate anche all'interno della rivista Il Giornalino (Edizioni San Paolo), nella quale fece la sua prima apparizione nel 1980 venendovi poi ristampata periodicamente. Tale edizione è basata su quella Mondadori e presenta la stessa traduzione di Luciana Marconcini.

## In altre lingue
Il titolo originale dell'albo, Astérix en Hispanie, è stato tradotto come segue in alcune delle principali lingue in cui il fumetto è edito; vengono inoltre indicate la casa editrice e l'anno di prima pubblicazione:
- catalano: Astèrix a Hispània - Salvat editores,  Spagna (prima edizione Editorial Bruguera, 1970)
- danese: Asterix ta'r til Spanien! - Egmont Serieforlaget A/S,  Danimarca, 1974
- finlandese: Asterix Hispaniassa - Egmont Kustanus Oy,  Finlandia, 1970
- inglese: Asterix in Spain - Orion,  Regno Unito, 1971
- latino: Asterix in Hispania - Egmont Ehapa Verlag,  Germania
- olandese: Asterix in Hispania - Hachette Livre,  Paesi Bassi, 1972
- polacco: Asterix w Hiszpanii - Egmont Poland Ltd,  Polonia, 1993
- portoghese: Astérix na Hispânia - Edições ASA,  Portogallo, 1969
- spagnolo: Astérix en Hispania - Salvat editores,  Spagna, 1970
- svedese: Asterix i Spanien - Egmont Kärnan AB,  Svezia, 1974
- tedesco: Asterix in Spanien - Egmont Ehapa Verlag,  Germania, 1973